# Mataiva
Mataiva oder Matahiva, alter Name: Lasarev, ist die nordwestlichste Insel des Tuamotu-Archipels und gehört geografisch zur Gruppe der Palliser-Inseln (Îles Palliser).

## Geografie
Das Atoll mit 8,5 × 3,6 Kilometern Durchmesser hat eine flache Lagune, die 25 km² bedeckt. Die vulkanische Zentralinsel des geologisch sehr alten Atolls ist bereits versunken. Als deren letzter Rest liegt in der Lagune noch der sogenannte „Pito“ (polynesisch für Nabel), ein nur wenige Quadratmeter großer, schwarzer Monolith aus Basalt, der sich deutlich von dem umgebenden Korallengestein und -sand abhebt. Ein ovaler, nahezu geschlossener Inselring umfasst die schon weitgehend mit Sediment aufgefüllte Lagune, die von fast bis an die Oberfläche reichenden Korallenriffen in mehrere „Becken“ unterteilt wird. Sie ist nur eingeschränkt mit kleinen Booten befahrbar, eine schiffbare Riffpassage gibt es nicht.

### Flora
Die Böden der aus Korallensand und -trümmern bestehenden Motus sind nährstoffarm. Die Vegetation der flachen Tuamotu-Inseln ist nicht sehr artenreich. Durch die großflächige Anlage von Kokosplantagen wurde die Flora Mataivas im späten 19. und frühen 20. Jahrhundert entscheidend verändert. Obwohl viele der Plantagen wegen des Verfalls des Kopra-Preises inzwischen aufgegeben wurden, ist die Kokospalme auch heute noch die das Landschaftsbild prägende Pflanze.
Reste der ursprünglichen Vegetation sind nur noch auf einigen kleinen Motus, die die Tidenkanäle (Hoa) voneinander trennen, erhalten. Sie entspricht der typischen, auch auf anderen niedrigen Atollen der Tuamotus vorkommenden Zusammensetzung. Die Strandvegetation besteht aus Kriechpflanzen sowie buschig wachsenden Guettarda speciosa und Scaevola taccada. Der sich landwärts anschließende Wald setzt sich hauptsächlich aus Pisonia Grandis, Pemphis acidula, Heliotropium arboreum (Synonym: Tournefortia argentea), Kokospalmen und Pandanus-Bäumen zusammen.

## Geschichte
Die Bewohner gehören zur Mihiroa-Sprachgruppe, die etymologisch eher mit Tahiti verbunden ist als mit Paumotu, das auf den übrigen Tuamotu-Inseln gesprochen wird. Das könnte ein Hinweis darauf sein, dass das weit nördlich gelegene Mataiva einst von Tahiti aus besiedelt wurde. Der Zeitpunkt der Initialbesiedlung ist aber nicht bekannt.
Beweis für eine frühe Besiedlung Mataivas durch Polynesier ist der Marae Papiro (oder Marae von Tù), eine Zeremonialanlage unbekannten Alters auf einer Landspitze bei Tevaihara im Südosten des Atolls, unmittelbar an einem Hoa. Sie wurde aus flachen, senkrecht stehenden Korallenplatten von 30 bis 60 cm Höhe errichtet. Das Bauwerk besteht aus acht getrennten, rechteckigen Feldern unterschiedlicher Größe. Das Zentrum der Anlage ist ein mit Steinplatten eingegrenztes Feld von 16,70 Meter Länge und 8,80 Meter Breite, darinnen ein steinerner Sitz mit einer einen Meter hohen Rückenlehne und zwei Armlehnen. Der Legende nach ist dies der Thron des mythischen Riesen und Königs Tù, der mit drei Schritten die gesamte Insel durchqueren konnte. Gegenüber, auf dem Motu Taae, sind noch einige verstreute Steinplatten zu erkennen, Überreste des Marae Taae, der einst 12,30 × 5,30 m maß.
Am 30. Juli 1820 wurde das Atoll von Fabian Gottlieb von Bellingshausen für Europa entdeckt. Er nannte die Insel „Lasarew“ (auch „Lazarev“ geschrieben) nach Michail Petrowitsch Lasarew, dem Kapitän seiner Fregatte Mirniy.
Anfang November 1835 besuchte Charles Darwin während seiner Weltreise mit der Beagle auch das Mativa-Atoll. Die hier gewonnenen Erkenntnisse beeinflussten seine 1842 veröffentlichte Theorie über die Entstehung der Atolle.
Heute ist Mataiva eine Teilgemeinde (Commune associée) der Gemeinde Rangiroa und gehört politisch zu Französisch-Polynesien.

## Infrastruktur
Mataiva hat 280 Einwohner (Stand 2012). Das einzige Dorf Pahua liegt im Nordwesten von Mataiva, beiderseits der nicht befahrbaren Riffpassage Passe Faratue, die etwa auf einen Kilometer Länge den Atollring durchschneidet und die an der engsten Stelle weniger als 60 Meter breit ist. Die beiden Teile sind mit einem 1997/98 gebauten Betonsteg verbunden, mit 120 Metern die längste Brücke Polynesiens. Mataiva hat seit 1999 ein Flugfeld (ICAO-Code: NTGV, IATA-Code: MVT) mit einer 1.300 Meter (3.936 ft.) langen Landebahn, das mit Kleinflugzeugen der Air Tahiti in einem 1 ½ Stunden dauernden Flug von Papeete aus erreichbar ist. Der Flugplatz liegt unmittelbar westlich des Südteils von Pahua an der dem offenen Meer zugewandten Seite der Insel. Die touristische Infrastruktur ist wenig entwickelt. Es gibt kein Hotel, lediglich zwei Privatpensionen (Guesthouses) aber kein Restaurant und keine Bank.
Die Bewohner leben hauptsächlich von der Subsistenzwirtschaft, der Fischfang mit Fischfallen spielt noch eine bedeutende Rolle in der Nahrungsbeschaffung. Exportgüter sind Vanilleschoten von einer kleinen Plantage im Inselinnern und Kopra in geringem Umfang. An der Westseite der Lagune wurde 1976 ein bedeutendes Phosphat-Vorkommen entdeckt, mit einer geschätzten Ergiebigkeit von 20–25 Millionen Tonnen. Bisher haben sich die Bewohner jedoch gegen den Abbau erfolgreich gewehrt.

## Tourismus
Von Zeit zu Zeit wird Mataiva von Kreuzfahrtschiffen angesteuert.

## Sonstiges
- Die Insel wird unter dem Namen „Lazarev“ in Jules Vernes Roman 20.000 Meilen unter dem Meer erwähnt.
- Im Jahr 1980 unternahm die Hōkūleʻa, der Nachbau eines traditionellen polynesischen Doppelrumpf-Kanus, eine Reise von Hawaii nach Tahiti. Der Kapitän Nainoa Thompson, der von hawaiischen Ureinwohnern abstammt, navigierte ohne Karten und Instrumente, nur nach traditionellen polynesischen Methoden. Die Hokulea erreichte Mataiva am 14. April 1980 nach einer Reise von 31 Tagen.

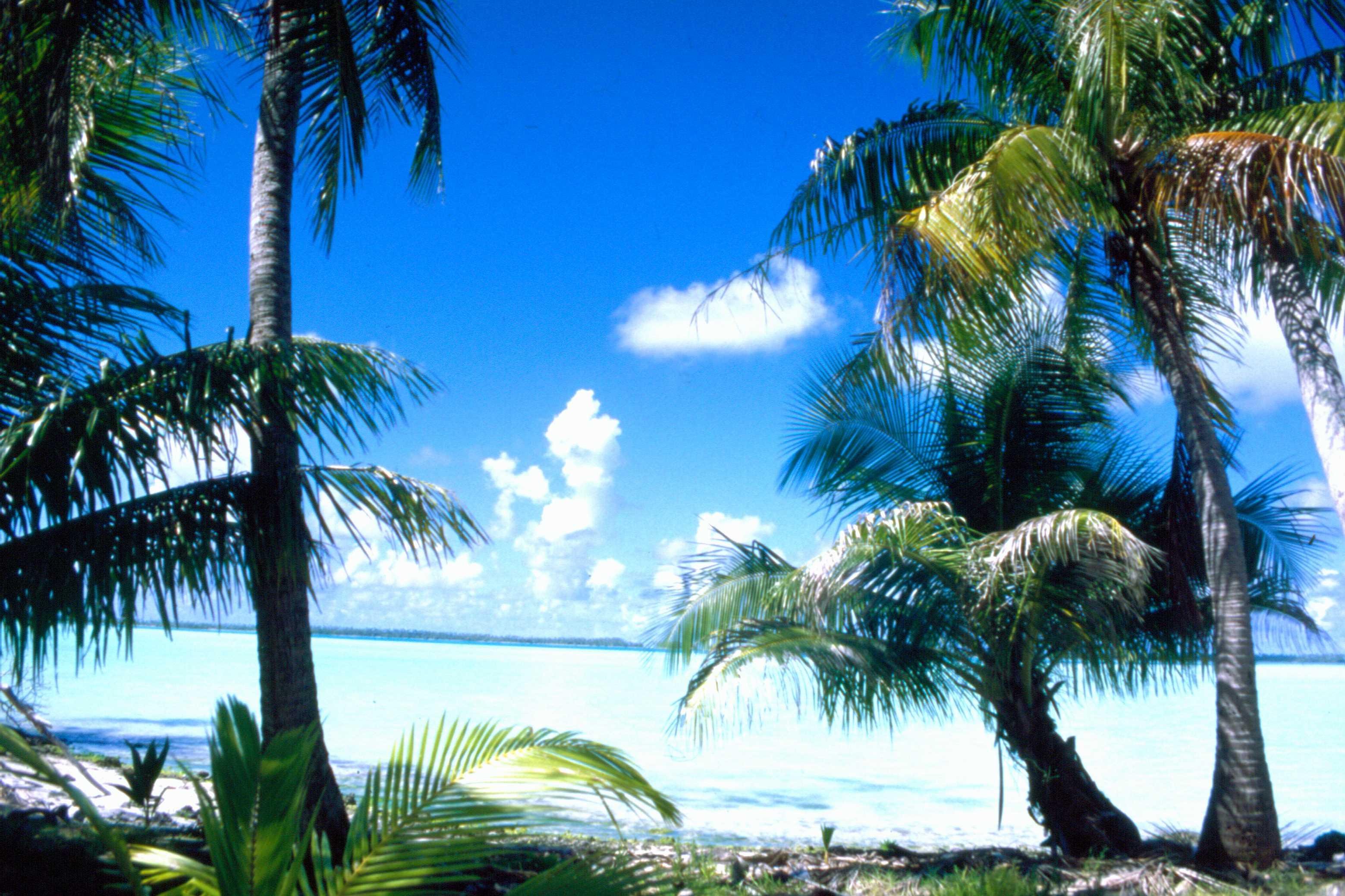
Mataiva, zentrale Lagune
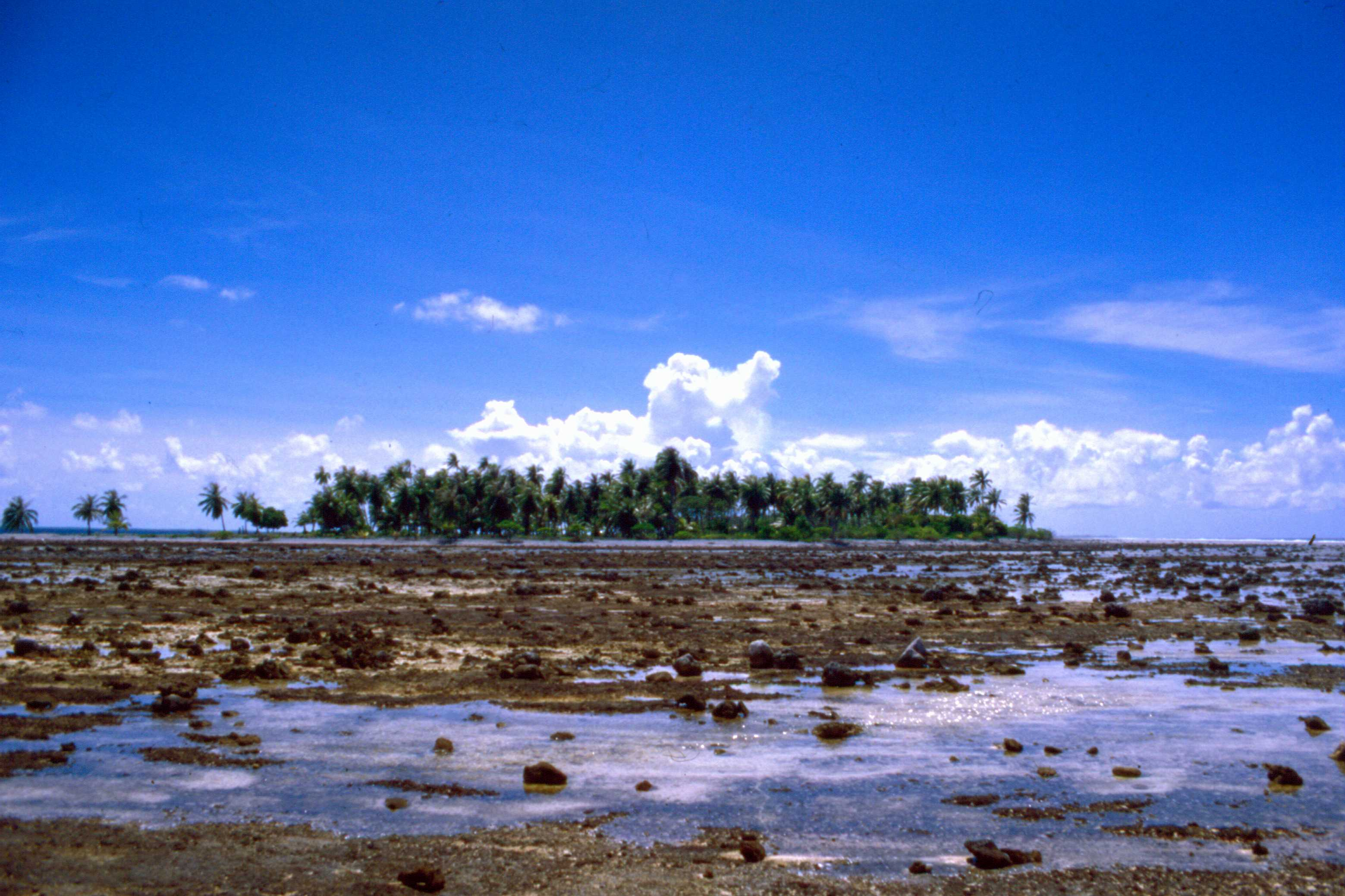
Mataiva, eine der unbewohnten Ringinseln
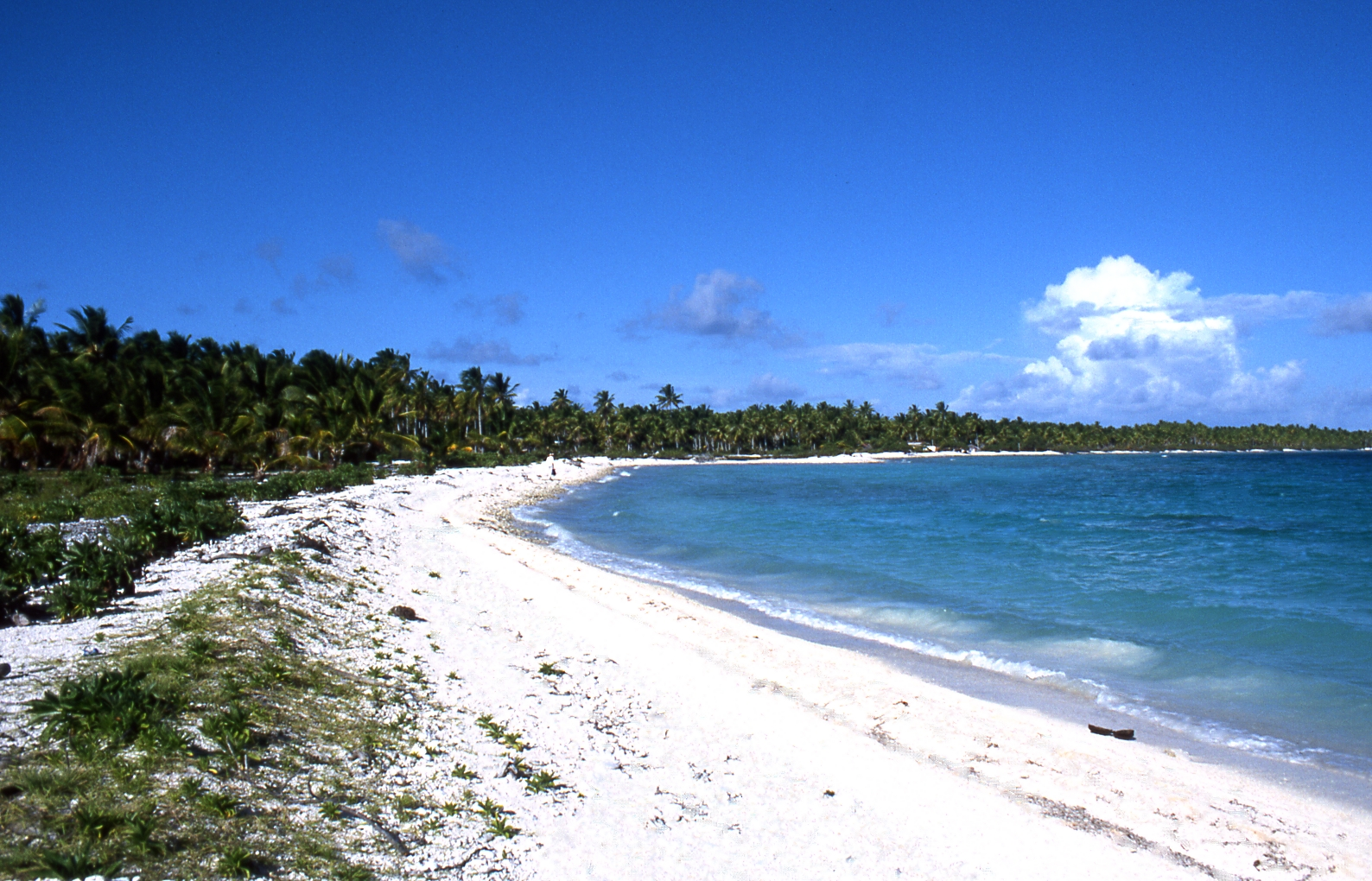
Mataiva
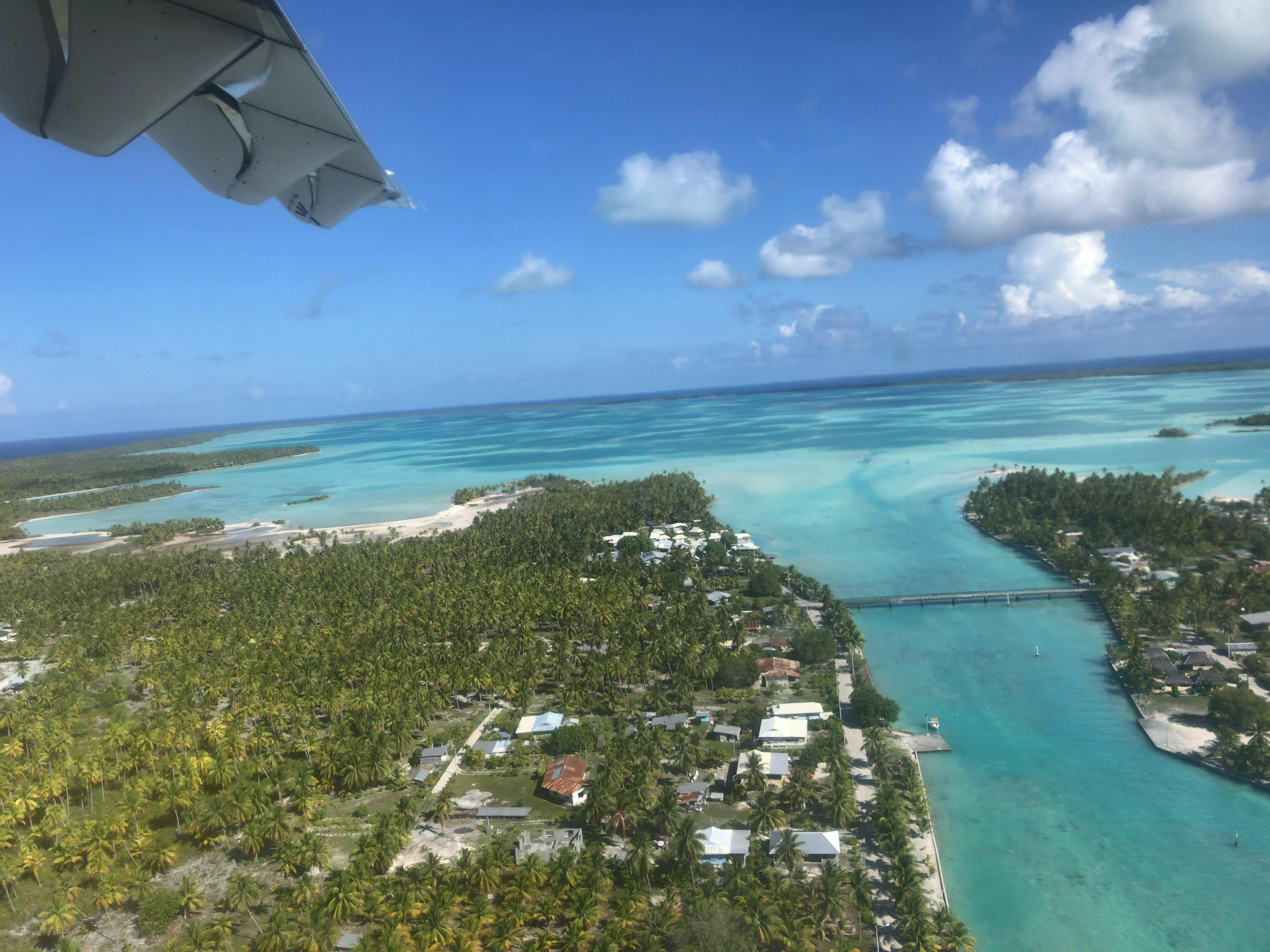
Luftbildaufnahme von Mataiva mit Blickrichtung Osten
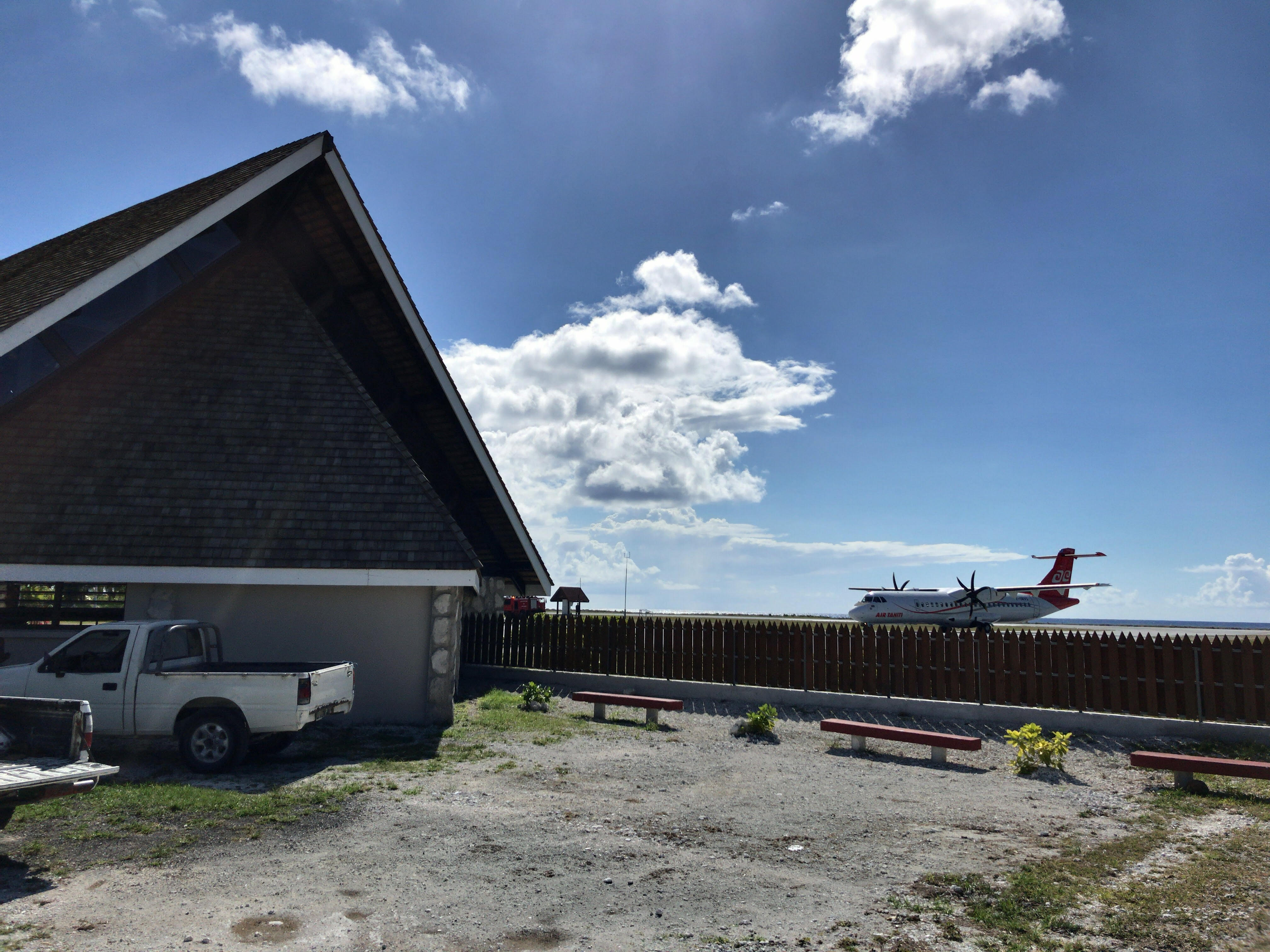
Ankunft Air Tahiti am Flughafen Mataiva